# Waly
Waly ist eine französische Gemeinde mit 57 Einwohnern (Stand: 1. Januar 2022) im Département Meuse in der Region Grand Est (vor 2016 Lothringen). Sie gehört zum Arrondissement Bar-le-Duc und zum Gemeindeverband L’Aire à l’Argonne.

## Geografie
Die Gemeinde Waly liegt am Südostrand der Argonnen, etwa 30 Kilometer südwestlich von Verdun. Das Gemeindegebiet ist überwiegend flach auf ca. 210 m über dem Meer. Im Nordwesten reichen die südöstlichsten bewaldeten Ausläufer der Argonnen in das Gemeindeareal hinein. Hier wird mit 305 m über dem Meer der höchste Punkt erreicht. Mehrere Bäche entspringen in der Gemeinde Waly; sie entwässern nach Südwesten über den Thabas zur Aisne. Umgeben wird Waly von den Nachbargemeinden Lavoye im Norden, Autrécourt-sur-Aire im Osten, Foucaucourt-sur-Thabas im Süden sowie Beaulieu-en-Argonne im Westen und Nordwesten.

## Bevölkerungsentwicklung
| Jahr      | 1962 | 1968 | 1975 | 1982 | 1990 | 1999 | 2006 | 2013 | 2022 |
| Einwohner | 123  | 98   | 76   | 60   | 66   | 64   | 58   | 61   | 57   |

Im Jahr 1886 wurde mit 415 Bewohnern die bisher höchste Einwohnerzahl ermittelt. Die Zahlen basieren auf den Daten von annuaire-mairie und INSEE.

## Sehenswürdigkeiten
- Kirche Sainte-Catherine, 1897 geweiht
- Schloss Waly
- drei Wegkreuze

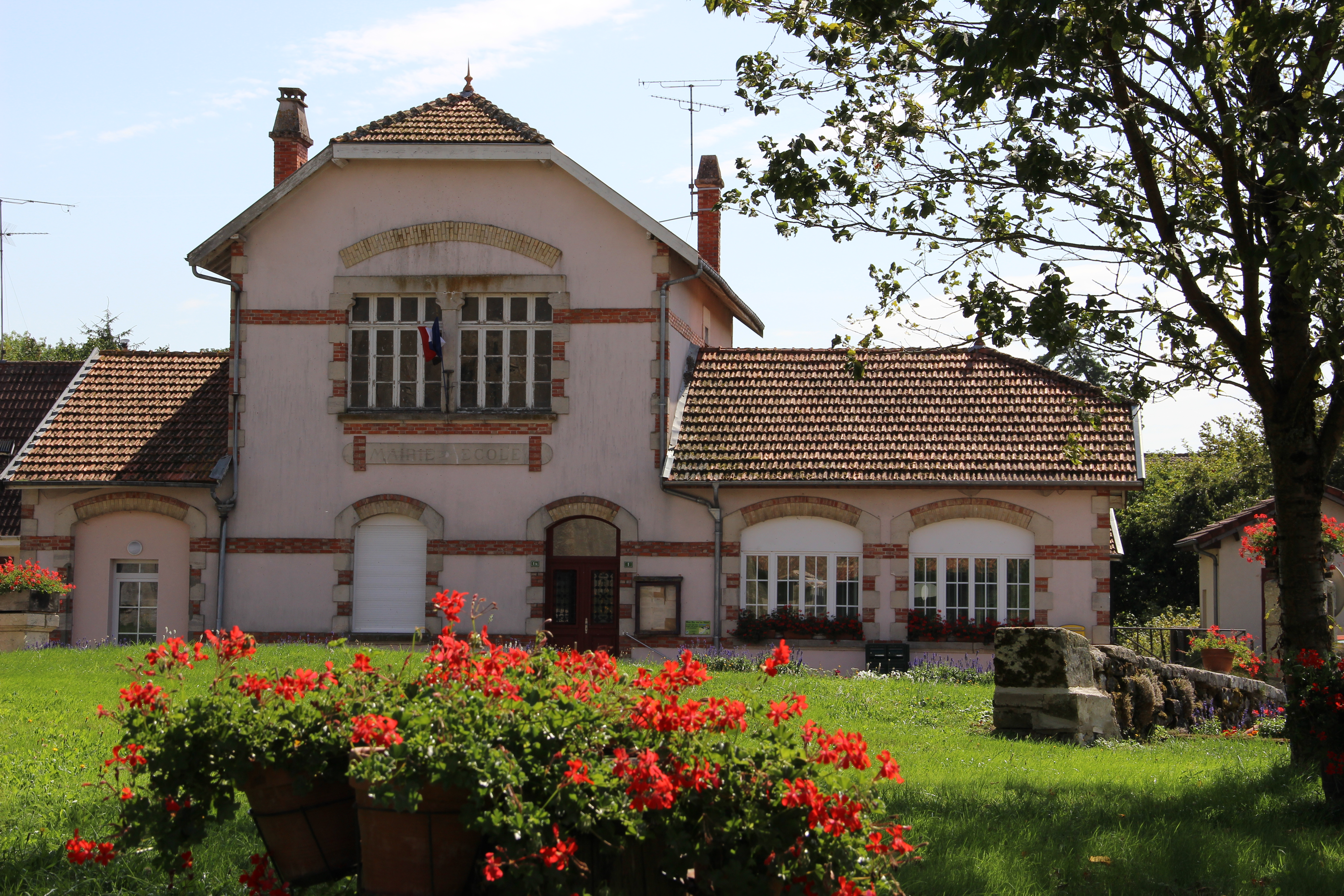
Mairie Waly
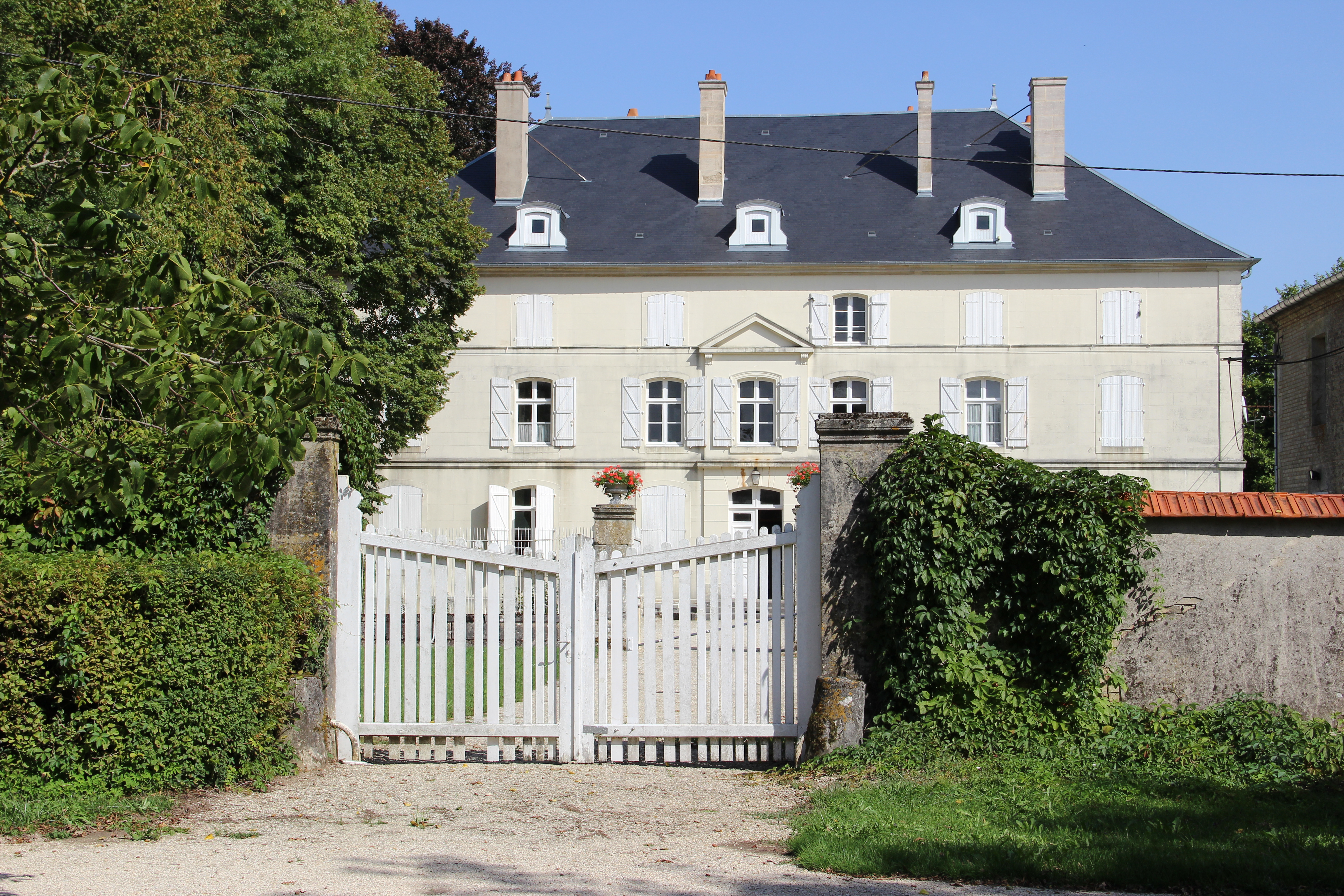
Schloss Waly
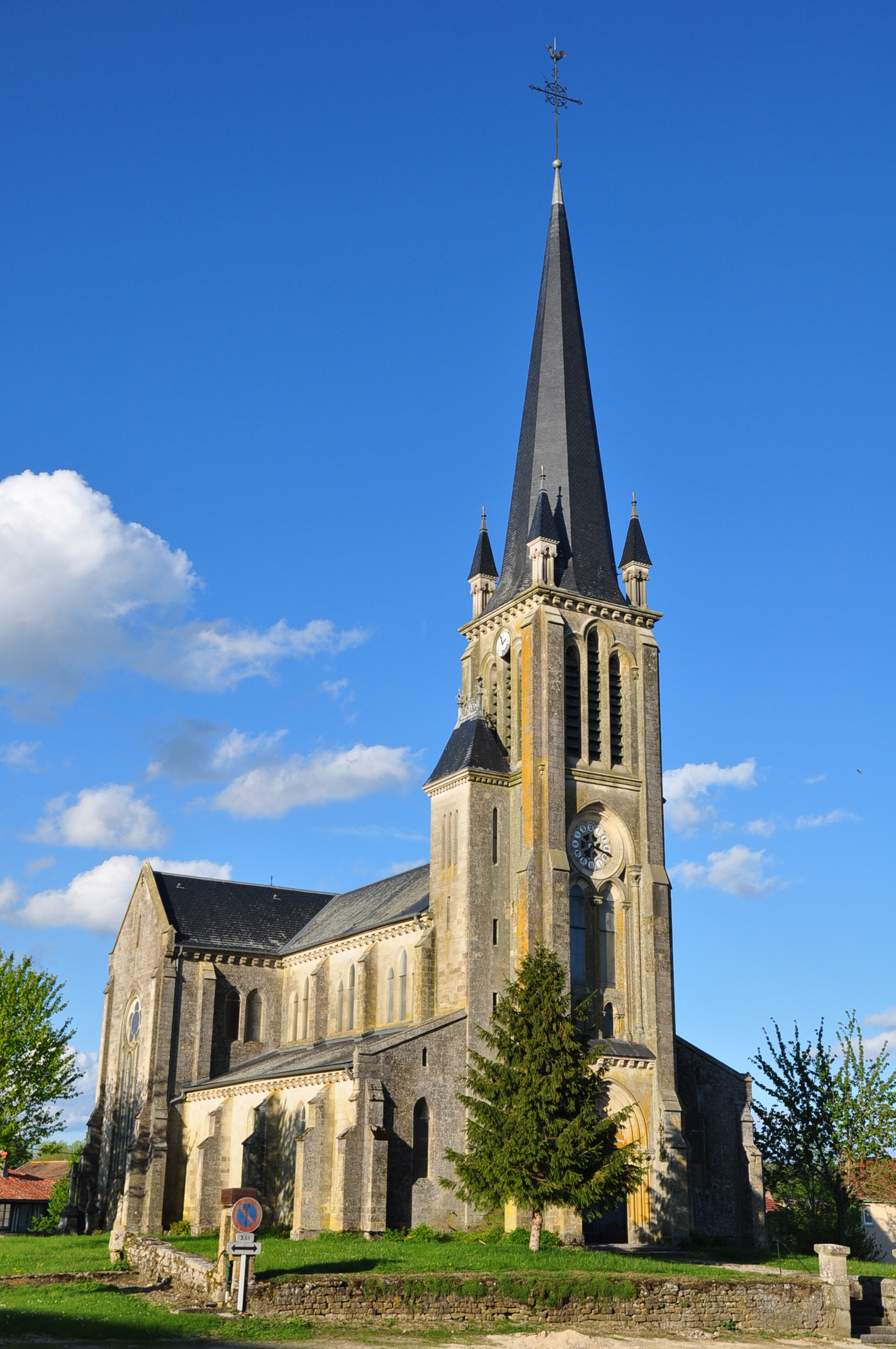
Kirche Sainte-Catherine

## Wirtschaft und Infrastruktur
In der Gemeinde Waly sind fünf Landwirtschaftsbetriebe ansässig, die hauptsächlich Getreide anbauen.
Durch Waly führt die Départementsstraße D20 von Seuil-d’Argonne nach Ippécourt. Im neun Kilometer entfernten Rarécourt besteht ein Anschluss an die Autoroute A4 (Paris–Straßburg); der Bahnhof Meuse TGV befindet sich 18 Kilometer südöstlich von Waly.

## Belege
1. ↑  Waly auf annuaire-mairie
2. ↑  Waly auf INSEE
3. ↑  Landwirtschaftsbetriebe auf annuaire-mairie.fr (französisch)